# جزيرة بلوم (نيويورك)
جزيرة بلوم هي جزيرة تقع في بلدة ساوثولد في مقاطعة سوفولك بنيويورك. تقع الجزيرة في خليج غاردينيرز، شرق أورينت بوينت، قبالة الطرف الشرقي لساحل نورث فورك في لونغ آيلاند. يبلغ طولها قرابة 3 ميل (4.8 كـم) وعرضها ميلاً واحداً في أوسع نقطة لها. 
تبعد 17 ميل (27 كـم) فقط جنوب-جنوب شرق لايم، كونيتيكت، يقع في الجزيرة مركز أمراض الحيوان في جزيرة بلوم (PIADC) الذي أنشأته وزارة الزراعة الأمريكية (USDA) في عام 1954. تعد الجزيرة أيضًا موقع المنشأة العسكرية الأمريكية السابقة Fort Terry (حوالي 1897)، ومنارة جزيرة بلوم التاريخية (حوالي 1869)، وبديلها الآلي.
جزيرة بلوم مملوكة بالكامل لحكومة الولايات المتحدة، التي كانت تدرس بيع الجزيرة، لكنها علقت الخطة في فبراير 2012.  تتحكم وزارة الأمن الداخلي الأمريكية (DHS) في الوصول إلى الجزيرة.
في 29 أغسطس 2013، أعلنت إدارة الخدمات العامة الأمريكية (GSA) ووزارة الأمن الداخلي الأمريكية (DHS) عن "القرار: البيع العام لجزيرة بلوم، نيويورك". 
بعد سنوات من الضغط من المنظمات بما في ذلك ائتلاف الحفاظ على جزيرة بلوم (PPIC)،  صندوق كونيتيكت للبيئة، والبرنامج الإقليمي الدائم "حافظ على ساوند"  وشركة ساوندكيبر،  صوّت الكونجرس في ديسمبر 2020 لوقف البيع والحفاظ على جزيرة بلوم. في عام 2020، وقّع الرئيس دونالد ترامب على التشريع. 

## أنظر أيضاً
- مركز أمراض الحيوان في جزيرة بلوم (PIADC) - مبنى 257

## روابط خارجية
- بيع بلوم، آيلاند، نيويورك نسخة محفوظة 3 أغسطس 2017 على موقع واي باك مشين. من قبل إدارة الخدمات العامة الأمريكية
- تحالف الحفاظ على جزيرة بلوم